# Jean Jouvenet
Jean Baptiste Jouvenet detto il Grande (Rouen, aprile 1644 – Parigi, 5 aprile 1717) è stato un pittore francese.

## Biografia
Nacque da una famiglia di artisti e il suo primo maestro fu il padre Laurent Jouvenet. Arrivato a Parigi attirò l'attenzione di Charles Le Brun, che gli affidò dei lavori al Castello di Versailles e lo introdusse nel 1675 all'Académie royale de peinture et de sculpture, divenendo professore nel 1681 e rettore nel 1707. 
Lavorò anche sotto Charles de La Fosse all'Hôtel des Invalides e al Grand Trianon e fu lo zio del pittore Jean Restout.
Affrescò una parte della volta della cappella reale di Versailles, il più importante cantiere reale di inizio Settecento, che coinvolse anche Charles de La Fosse, Antoine Coypel e Louis e Bon Boullogne.
Gran parte della sua ampia opera è conservata al Museo del Louvre.